# ليودميلا جورييفا
ليودميلا نيكولايفنا جورييفا ( (الروسية: Людмила Николаевна Гуреева)   . 12 فبراير 1943 - 4 أكتوبر 2017) هي لاعبة كرة طائرة سوفييتية حاصلة على الميدالية الفضية  في الألعاب الأولمبية الصيفية لعام 1964 .

## روابط خارجية
- ليودميلا جورييفا على موقع اللجنة الأولمبية الدولية (الإنجليزية)
- ليودميلا جورييفا على موقع أوليمبيديا (الإنجليزية)

- ليودميلا جورييفا  على موقع SportsReference  - سبورتس رفرنس